# 研華科技
研華股份有限公司（Advantech Co., Ltd.，臺證所：2395），簡稱研華或研華科技，為台灣物聯網系統與嵌入式平台廠商。目前為台灣最大工業電腦廠商。

## 歷史
1983年，由劉克振、黃育民及莊永順三位前惠普公司工程師創立，生產工業電腦、工業自動化、工業網路、物聯網等相關產品，
1999年，研華股份有限公司在台灣證券交易所上市。
2007年，於德國慕尼黑成立歐洲總部。
2014年，於桃園龜山設立研華物聯網園區正式營運。

## 外部連結
- （繁體中文） 研華科技 （页面存档备份，存于）
- （繁體中文） 台灣公司資料